# Fodina maudavei
Fodina maudavei là một loài bướm đêm trong họ Noctuidae.